# Tour La Marseillaise
Tour La Marseillaise är en skyskrapa i Euroméditerranée i Marseilles storstadsområde i Frankrike. Detta torn är det näst högsta kontorstornet i Marseille. Det ritades av arkitekten Jean Nouvel.
Med en höjd av 136 m är det det femte högsta provinstornet efter de två tornen i Lyon, Tour Incity (200 m), Tour Part-Dieu (165 m), Tour CMA CGM i Marseille (145 m) och Tour Bretagne i Nantes.